# Fonction circulaire réciproque
Les fonctions circulaires réciproques, ou fonctions trigonométriques inverses, sont les fonctions réciproques des fonctions circulaires, pour des intervalles de définition précis. Les fonctions réciproques des fonctions sinus, cosinus, tangente, cotangente, sécante et cosécante sont appelées arc sinus, arc cosinus, arc tangente, arc cotangente, arc sécante et arc cosécante.
Les fonctions circulaires réciproques servent à obtenir un angle à partir de l'une quelconque de ses lignes trigonométriques, mais aussi à expliciter les primitives de certaines fonctions. Elles sont largement utilisées dans l'ingénierie, la navigation, la physique et la géométrie.

## Noms et symboles
Les noms des fonctions circulaires réciproques sont formés en faisant précéder du mot arc le nom de la fonction circulaire correspondante : arc sinus pour le sinus, arc cosinus pour le cosinus, etc.
Pour noter les fonctions circulaires réciproques on utilise différents symboles :
- l'usage le plus répandu est de prendre le symbole de la fonction circulaire et de le faire précéder du préfixe arc- : arcsin(x) pour l'arc sinus de x, arccos(x) pour son arc cosinus, etc. Sauf mention spéciale ces symboles représentent les valeurs principales (cf. infra) ;
  - dans les langages informatiques ces symboles sont souvent raccourcis en asin, acos, etc. (ou arsin, arcos, etc.) ;
- un autre usage consiste à mettre une majuscule initiale au nom de la fonction quand il s'agissait de la valeur principale, et de considérer le symbole sans majuscule comme représentant la fonction réciproque multivaluée. Selon cette notation,  Arcsin(x) par exemple est l'angle compris entre –π/2 et +π/2 rad dont le sinus vaut x, alors que  arcsin(x) représente n'importe quel angle dont le sinus vaut x ;
- les textes en anglais[1] utilisent souvent les symboles sin−1, cos−1, etc. Cette notation, introduite par John Herschel en 1813[2], est cohérente avec la composition des fonctions (la fonction réciproque d'une fonction f est souvent appelée inverse de f et notée f−1), mais elle ne l'est pas avec l'usage d'écrire sin2(x) et sin3(x) pour signifier [sin(x)]2 et [sin(x)]3 : on risque de confondre sin−1(x) avec [sin(x)]−1 c'est-à-dire 1/sin(x).

## Propriétés fondamentales

### Déterminations principales
Les fonctions circulaires n'étant pas injectives, leurs fonctions réciproques sont a priori multivaluées. Pour définir univoquement ces fonctions réciproques on doit restreindre chaque fonction circulaire à un intervalle sur lequel elle est bijective (branche principale). La fonction réciproque correspondante est appelée détermination principale.
| Nom            | Notation usuelle | Définition | Domaine de définition  | Domaine image (radians)     | Domaine image (degrés)        |
| -------------- | ---------------- | ---------- | ---------------------- | --------------------------- | ----------------------------- |
| arc sinus      | y = arcsin(x)    | x = sin(y) | −1 ≤ x ≤ 1             | −π/2 ≤ y ≤ π/2              | −90° ≤ y ≤ 90°                |
| arc cosinus    | y = arccos(x)    | x = cos(y) | −1 ≤ x ≤ 1             | 0 ≤ y ≤ π                   | 0 ≤ y ≤ 180°                  |
| arc tangente   | y = arctan(x)    | x = tan(y) | tous les nombres réels | −π/2 < y < π/2              | −90° < y < 90°                |
| arc cotangente | y = arccot(x)    | x = cot(y) | tous les nombres réels | 0 < y < π                   | 0 < y < 180°                  |
| arc sécante    | y = arcsec(x)    | x = sec(y) | x ≤ −1 ou x ≥ 1        | 0 ≤ y < π/2 ou π/2 < y ≤ π  | 0 ≤ y < 90° ou 90° < y ≤ 180° |
| arc cosécante  | y = arccsc(x)    | x = csc(y) | x ≤ −1 ou x ≥ 1        | −π/2 ≤ y < 0 ou 0 < y ≤ π/2 | −90° ≤ y < 0 ou 0 < y ≤ 90°   |

Si x est un nombre complexe (cf. infra), alors le domaine image indiqué ci-dessus ne s'applique qu'à la partie réelle de y.

### Fonctions réciproques multivaluées
Dans les formules ci-dessous, k désigne un entier quelconque.
- {\displaystyle x=\sin(y)\;\Leftrightarrow \;y=\arcsin(x)+2\pi k\;{\text{ ou }}\;y=\pi -\arcsin(x)+2\pi k}
ou, en une seule formule : {\displaystyle x=\sin(y)\;\Leftrightarrow \;y=(-1)^{k}\arcsin(x)+\pi k}
- {\displaystyle x=\cos(y)\;\Leftrightarrow \;y=\arccos(x)+2\pi k\;{\text{ ou }}\;y=2\pi -\arccos(x)+2\pi k}
ou, en une seule formule : {\displaystyle x=\cos(y)\;\Leftrightarrow \;y=\pm \arccos(x)+2\pi k}
- {\displaystyle x=\tan(y)\;\Leftrightarrow \;y=\arctan(x)+\pi k}
- {\displaystyle x=\cot(y)\;\Leftrightarrow \;y=\operatorname {arccot}(x)+\pi k}
- {\displaystyle x=\sec(y)\;\Leftrightarrow \;y=\operatorname {arcsec}(x)+2\pi k{\text{ ou }}y=2\pi -\operatorname {arcsec}(x)+2\pi k}
ou, en une seule formule : {\displaystyle x=\sec(y)\;\Leftrightarrow \;y=\pm \operatorname {arcsec}(x)+2\pi k}
- {\displaystyle x=\csc(y)\;\Leftrightarrow \;y=\operatorname {arccsc}(x)+2\pi k{\text{ ou }}y=\pi -\operatorname {arccsc}(x)+2\pi k}
ou, en une seule formule : {\displaystyle x=\csc(y)\;\Leftrightarrow \;y=(-1)^{k}\operatorname {arccsc}(x)+\pi k}

### Relations entre fonctions circulaires et fonctions circulaires réciproques
Le tableau ci-dessous indique le résultat des fonctions circulaires appliquées aux fonctions circulaires réciproques. On retrouve facilement ces valeurs en considérant un triangle rectangle dont un côté a la longueur x (n'importe quel nombre réel compris entre 0 et 1) et l'autre est de longueur unité.
| {\displaystyle \theta }                   | {\displaystyle \sin(\theta )}                                                | {\displaystyle \cos(\theta )}                                                | {\displaystyle \tan(\theta )}                                                | Diagramme |
| ----------------------------------------- | ---------------------------------------------------------------------------- | ---------------------------------------------------------------------------- | ---------------------------------------------------------------------------- | --------- |
| {\displaystyle \arcsin(x)}                | {\displaystyle \sin[\arcsin(x)]=x}                                           | {\displaystyle \cos[\arcsin(x)]={\sqrt {1-x^{2}}}}                           | {\displaystyle \tan[\arcsin(x)]={\frac {x}{\sqrt {1-x^{2}}}}}                |           |
| {\displaystyle \arccos(x)}                | {\displaystyle \sin[\arccos(x)]={\sqrt {1-x^{2}}}}                           | {\displaystyle \cos[\arccos(x)]=x}                                           | {\displaystyle \tan[\arccos(x)]={\frac {\sqrt {1-x^{2}}}{x}}}                |           |
| {\displaystyle \arctan(x)}                | {\displaystyle \sin[\arctan(x)]={\frac {x}{\sqrt {1+x^{2}}}}}                | {\displaystyle \cos[\arctan(x)]={\frac {1}{\sqrt {1+x^{2}}}}}                | {\displaystyle \tan[\arctan(x)]=x}                                           |           |
| {\displaystyle \operatorname {arccsc}(x)} | {\displaystyle \sin[\operatorname {arccsc}(x)]={\frac {1}{x}}}               | {\displaystyle \cos[\operatorname {arccsc}(x)]={\frac {\sqrt {x^{2}-1}}{x}}} | {\displaystyle \tan[\operatorname {arccsc}(x)]={\frac {1}{\sqrt {x^{2}-1}}}} |           |
| {\displaystyle \operatorname {arcsec}(x)} | {\displaystyle \sin[\operatorname {arcsec}(x)]={\frac {\sqrt {x^{2}-1}}{x}}} | {\displaystyle \cos[\operatorname {arcsec}(x)]={\frac {1}{x}}}               | {\displaystyle \tan[\operatorname {arcsec}(x)]={\sqrt {x^{2}-1}}}            |           |
| {\displaystyle \operatorname {arccot}(x)} | {\displaystyle \sin[\operatorname {arccot}(x)]={\frac {1}{\sqrt {1+x^{2}}}}} | {\displaystyle \cos[\operatorname {arccot}(x)]={\frac {x}{\sqrt {1+x^{2}}}}} | {\displaystyle \tan[\operatorname {arccot}(x)]={\frac {1}{x}}}               |           |

### Relations des fonctions circulaires réciproques entre elles

Graphe cartésien des valeurs principales d'arcsin(x) (en rouge) et d'arccos(x) (en bleu), en fonction de x.

Graphe cartésien des valeurs principales d'arctan(x) (en rouge) et d'arccot(x) (en bleu), en fonction de x.

Graphe cartésien des valeurs principales d'arcsec(x) (en rouge) et d'arccsc(x) (en bleu), en fonction de x.

#### Angles complémentaires
{\displaystyle {\begin{aligned}\arccos(x)&={\frac {\pi }{2}}-\arcsin(x)\\[0.5em]\operatorname {arccot}(x)&={\frac {\pi }{2}}-\arctan(x)\\[0.5em]\operatorname {arccsc}(x)&={\frac {\pi }{2}}-\operatorname {arcsec}(x)\end{aligned}}}

#### Arguments opposés
{\displaystyle {\begin{aligned}\arcsin(-x)&=-\arcsin(x)\\\arccos(-x)&=\pi -\arccos(x)\\\arctan(-x)&=-\arctan(x)\\\operatorname {arccot}(-x)&=\pi -\operatorname {arccot}(x)\\\operatorname {arcsec}(-x)&=\pi -\operatorname {arcsec}(x)\\\operatorname {arccsc}(-x)&=-\operatorname {arccsc}(x)\end{aligned}}}

#### Arguments inverses
{\displaystyle {\begin{aligned}\arccos \left({\frac {1}{x}}\right)&=\operatorname {arcsec}(x)\\[0.3em]\arcsin \left({\frac {1}{x}}\right)&=\operatorname {arccsc}(x)\\[0.3em]\arctan \left({\frac {1}{x}}\right)&={\frac {\pi }{2}}-\arctan(x)=\operatorname {arccot}(x)\,,{\text{ si }}x>0\\[0.3em]\arctan \left({\frac {1}{x}}\right)&=-{\frac {\pi }{2}}-\arctan(x)=\operatorname {arccot}(x)-\pi \,,{\text{ si }}x<0\\[0.3em]\operatorname {arccot} \left({\frac {1}{x}}\right)&={\frac {\pi }{2}}-\operatorname {arccot}(x)=\arctan(x)\,,{\text{ si }}x>0\\[0.3em]\operatorname {arccot} \left({\frac {1}{x}}\right)&={\frac {3\pi }{2}}-\operatorname {arccot}(x)=\pi +\arctan(x)\,,{\text{ si }}x<0\\[0.3em]\operatorname {arcsec} \left({\frac {1}{x}}\right)&=\arccos(x)\\[0.3em]\operatorname {arccsc} \left({\frac {1}{x}}\right)&=\arcsin(x)\end{aligned}}}

#### Autres formules
Les formules ci-dessous sont utiles, soit quand on dispose d'une table incomplète (par exemple, pour la première, quand la table ne liste que des arguments inférieurs à ½), soit pour simplifier des formules obtenues lors d'un calcul de primitives (quand on rencontre l'un des seconds membres indiqués).
{\displaystyle {\begin{aligned}\arccos(x)&=\arcsin \left({\sqrt {1-x^{2}}}\right)\,,{\text{ si }}0\leqslant x\leqslant 1\\\arccos(x)&={\frac {1}{2}}\arccos \left(2x^{2}-1\right)\,,{\text{ si }}0\leqslant x\leqslant 1\\\arcsin(x)&={\frac {1}{2}}\arccos \left(1-2x^{2}\right)\,,{\text{ si }}0\leqslant x\leqslant 1\\\arctan(x)&=\arcsin \left({\frac {x}{\sqrt {x^{2}+1}}}\right)\\\operatorname {arccot}(x)&=\operatorname {arccsc} \left({\sqrt {x^{2}+1}}\right)\,,{\text{ si }}x\geqslant 0\end{aligned}}}
Quand l'une de ces formules fait intervenir la racine carrée d'un nombre complexe (ou d'un nombre réel négatif), la racine choisie est celle qui a une partie réelle positive (ou une partie imaginaire positive).

#### Formules déduites de la tangente de l'arc moitié
{\displaystyle {\begin{aligned}\arcsin(x)&=2\arctan \left({\frac {x}{1+{\sqrt {1-x^{2}}}}}\right)\\[0.5em]\arccos(x)&=2\arctan \left({\frac {\sqrt {1-x^{2}}}{1+x}}\right)\,,{\text{ si }}-1<x\leq +1\\[0.5em]\arctan(x)&=2\arctan \left({\frac {x}{1+{\sqrt {1+x^{2}}}}}\right)\end{aligned}}}

### Addition des arcs tangente
Si {\displaystyle uv\neq 1}, alors {\displaystyle \arctan u+\arctan v\equiv \arctan {\frac {u+v}{1-uv}}\mod \pi }.

## Calcul

### Dérivées
Les formules ci-dessous sont valables pour z quelconque, réel ou complexe.
{\displaystyle {\begin{aligned}{\frac {\mathrm {d} }{\mathrm {d} z}}\arcsin(z)&{}={\frac {1}{\sqrt {1-z^{2}}}}\;;&z&{}\neq -1,+1\\{\frac {\mathrm {d} }{\mathrm {d} z}}\arccos(z)&{}=-{\frac {1}{\sqrt {1-z^{2}}}}\;;&z&{}\neq -1,+1\\{\frac {\mathrm {d} }{\mathrm {d} z}}\arctan(z)&{}={\frac {1}{1+z^{2}}}\;;&z&{}\neq -\mathrm {i} ,+\mathrm {i} \\{\frac {\mathrm {d} }{\mathrm {d} z}}\operatorname {arccot}(z)&{}=-{\frac {1}{1+z^{2}}}\;;&z&{}\neq -\mathrm {i} ,+\mathrm {i} \\{\frac {\mathrm {d} }{\mathrm {d} z}}\operatorname {arcsec}(z)&{}={\frac {1}{z^{2}{\sqrt {1-{\frac {1}{z^{2}}}}}}}\;;&z&{}\neq -1,0,+1\\{\frac {\mathrm {d} }{\mathrm {d} z}}\operatorname {arccsc}(z)&{}=-{\frac {1}{z^{2}{\sqrt {1-{\frac {1}{z^{2}}}}}}}\;;&z&{}\neq -1,0,+1\end{aligned}}}
Les formules ci-dessous ne sont valables que pour x réel.
{\displaystyle {\begin{aligned}{\frac {\mathrm {d} }{\mathrm {d} x}}\operatorname {arcsec}(x)&{}={\frac {1}{|x|{\sqrt {x^{2}-1}}}}\;;&|x|>1\\{\frac {\mathrm {d} }{\mathrm {d} x}}\operatorname {arccsc}(x)&{}=-{\frac {1}{|x|{\sqrt {x^{2}-1}}}}\;;&|x|>1\end{aligned}}}

### Expression sous forme d'intégrale définie
En intégrant les dérivées ci-dessus on peut exprimer les fonctions circulaires sous la forme d'intégrales définies de fonctions algébriques :
{\displaystyle {\begin{aligned}\arcsin(x)&{}=\int _{0}^{x}{\frac {1}{\sqrt {1-z^{2}}}}\,\mathrm {d} z\;,&|x|&{}\leq 1\\\arccos(x)&{}=\int _{x}^{1}{\frac {1}{\sqrt {1-z^{2}}}}\,\mathrm {d} z\;,&|x|&{}\leq 1\\\arctan(x)&{}=\int _{0}^{x}{\frac {1}{z^{2}+1}}\,\mathrm {d} z\;,\\\operatorname {arccot}(x)&{}=\int _{x}^{\infty }{\frac {1}{z^{2}+1}}\,\mathrm {d} z\;,\\\operatorname {arcsec}(x)&{}=\int _{1}^{x}{\frac {1}{z{\sqrt {z^{2}-1}}}}\,\mathrm {d} z=\pi +\int _{x}^{-1}{\frac {1}{z{\sqrt {z^{2}-1}}}}\,\mathrm {d} z\;,&x&{}\geq 1\\\operatorname {arccsc}(x)&{}=\int _{x}^{\infty }{\frac {1}{z{\sqrt {z^{2}-1}}}}\,\mathrm {d} z=\int _{-\infty }^{x}{\frac {1}{z{\sqrt {z^{2}-1}}}}\,\mathrm {d} z\;,&x&{}\geq 1\\\end{aligned}}}
Quand x = 1, les intégrales définissant arcsin(x), arccos(x), arcsec(x) et arccsc(x) sont impropres mais convergent correctement.

### Développement en série
Comme les fonctions circulaires, les fonctions circulaires réciproques sont développables en séries entières :
{\displaystyle \arcsin z=z+{\frac {1}{2}}\cdot {\frac {z^{3}}{3}}+{\frac {1\cdot 3}{2\cdot 4}}\cdot {\frac {z^{5}}{5}}+{\frac {1\cdot 3\cdot 5}{2\cdot 4\cdot 6}}\cdot {\frac {z^{7}}{7}}+\dots =\sum _{n=0}^{\infty }{\frac {(2n-1)!!}{(2n)!!}}\cdot {\frac {z^{2n+1}}{2n+1}}\,;\qquad |z|\leq 1}.
{\displaystyle \arctan z=z-{\frac {z^{3}}{3}}+{\frac {z^{5}}{5}}-{\frac {z^{7}}{7}}+\cdots =\sum _{n=0}^{\infty }{\frac {(-1)^{n}z^{2n+1}}{2n+1}}\,;\qquad |z|\leq 1\qquad z\neq \mathrm {i} ,-\mathrm {i} }.
Pour développer en série les autres fonctions circulaires réciproques il suffit d'utiliser leurs relations (voir supra) : arccos(x) = π/2 – arcsin(x), arccsc(x) = arcsin(1/x), etc..
Un développement du carré de l'arc sinus est :
{\displaystyle \arcsin ^{2}(x)={\frac {1}{2}}\sum _{n=1}^{\infty }{\frac {(2x)^{2n}}{n^{2}{\binom {2n}{n}}}}}.
Un autre développement de l'arc tangente, plus efficace numériquement que la série entière, a été obtenu par Euler :
{\displaystyle \arctan z={\frac {z}{1+z^{2}}}\sum _{n=0}^{\infty }\prod _{k=1}^{n}{\frac {2kz^{2}}{(2k+1)(1+z^{2})}}}.
On peut donner une variante du développement précédent :
{\displaystyle \arctan z=\sum _{n=0}^{\infty }{\frac {2^{2n}(n!)^{2}}{(2n+1)!}}\;{\frac {z^{2n+1}}{(1+z^{2})^{n+1}}}}.

### Développement en fraction continue
On connaît deux développements de l'arc tangente en fraction continue généralisée, le premier obtenu par Euler et le second par Gauss (à l'aide des fonctions hypergéométriques) :
{\displaystyle \arctan(z)={\frac {z}{1+{\cfrac {(1z)^{2}}{3-1z^{2}+{\cfrac {(3z)^{2}}{5-3z^{2}+{\cfrac {(5z)^{2}}{7-5z^{2}+{\cfrac {(7z)^{2}}{9-7z^{2}+\ddots }}}}}}}}}}={\frac {z}{1+{\cfrac {(1z)^{2}}{3+{\cfrac {(2z)^{2}}{5+{\cfrac {(3z)^{2}}{7+{\cfrac {(4z)^{2}}{9+\ddots }}}}}}}}}}}
Le développement de Gauss est valable pour des nombres complexes, à l'exception des imaginaires purs de module supérieur ou égal à 1. Il est surtout efficace pour les nombres réels compris entre −1 et +1.

### Primitives
Pour z réel ou complexe :
{\displaystyle {\begin{aligned}\int \arcsin(z)\,\mathrm {d} z&{}=z\,\arcsin(z)+{\sqrt {1-z^{2}}}+C\\\int \arccos(z)\,\mathrm {d} z&{}=z\,\arccos(z)-{\sqrt {1-z^{2}}}+C\\\int \arctan(z)\,\mathrm {d} z&{}=z\,\arctan(z)-{\frac {1}{2}}\ln \left(1+z^{2}\right)+C\\\int \operatorname {arccot}(z)\,\mathrm {d} z&{}=z\,\operatorname {arccot}(z)+{\frac {1}{2}}\ln \left(1+z^{2}\right)+C\\\int \operatorname {arcsec}(z)\,\mathrm {d} z&{}=z\,\operatorname {arcsec}(z)-\ln \left[z\left(1+{\sqrt {\frac {z^{2}-1}{z^{2}}}}\right)\right]+C\\\int \operatorname {arccsc}(z)\,\mathrm {d} z&{}=z\,\operatorname {arccsc}(z)+\ln \left[z\left(1+{\sqrt {\frac {z^{2}-1}{z^{2}}}}\right)\right]+C\end{aligned}}}
Pour x réel et supérieur à 1 :
{\displaystyle {\begin{aligned}\int \operatorname {arcsec}(x)\,\mathrm {d} x&{}=x\,\operatorname {arcsec}(x)-\ln \left(x+{\sqrt {x^{2}-1}}\right)+C\\\int \operatorname {arccsc}(x)\,\mathrm {d} x&{}=x\,\operatorname {arccsc}(x)+\ln \left(x+{\sqrt {x^{2}-1}}\right)+C\end{aligned}}}
Pour x réel et de valeur absolue supérieure à 1 :
{\displaystyle {\begin{aligned}\int \operatorname {arcsec}(x)\,\mathrm {d} x&{}=x\,\operatorname {arcsec}(x)-\operatorname {sgn}(x)\ln \left(\left|x+{\sqrt {x^{2}-1}}\right|\right)+C\\\int \operatorname {arccsc}(x)\,\mathrm {d} x&{}=x\,\operatorname {arccsc}(x)+\operatorname {sgn}(x)\ln \left(\left|x+{\sqrt {x^{2}-1}}\right|\right)+C\end{aligned}}}
Dans les expressions ci-dessus la valeur absolue (|•|) est due au signe variable de l'arc sécante et de l'arc cosécante, et la fonction signe (sgn) aux valeurs absolues des dérivées de ces deux fonctions, ce qui conduit à des expressions différentes selon le signe de x. On peut simplifier ces formules en faisant appel aux fonctions hyperboliques réciproques :
{\displaystyle {\begin{aligned}\int \operatorname {arcsec}(x)\,dx&{}=x\,\operatorname {arcsec}(x)-\operatorname {arcosh} (|x|)+C\\\int \operatorname {arccsc}(x)\,dx&{}=x\,\operatorname {arccsc}(x)+\operatorname {arcosh} (|x|)+C\\\end{aligned}}}

## Extension au plan complexe
Étant développables en série entière, les fonctions circulaires réciproques sont analytiques, c'est-à-dire que leur ensemble de définition (la droite des nombres réels) peut être étendu au plan complexe. Ces fonctions étant fondamentalement multivaluées, leurs extensions au plan complexe ont de multiples feuillets et points de branchement.
On peut ainsi définir l'arc tangente par :
{\displaystyle \arctan(z)=\int _{0}^{z}{\frac {\mathrm {d} x}{1+x^{2}}}\quad z\neq -\mathrm {i} ,+\mathrm {i} }.
La coupure entre le feuillet principal et les autres feuillets est constituée par les deux demi-droites portant les imaginaires purs de module supérieur ou égal à 1.
On définit les autres fonctions circulaires réciproques à l'aide des relations entre ces fonctions :
{\displaystyle \arcsin(z)=\arctan \left({\frac {z}{\sqrt {1-z^{2}}}}\right)\quad z\neq -1,+1}.
{\displaystyle \arccos(z)={\frac {\pi }{2}}-\arcsin(z)\quad z\neq -1,+1}
{\displaystyle \operatorname {arccot}(z)={\frac {\pi }{2}}-\arctan(z)\quad z\neq -\mathrm {i} ,\mathrm {i} }
{\displaystyle \operatorname {arcsec}(z)=\arccos \left({\frac {1}{z}}\right)\quad z\neq -1,0,+1}
{\displaystyle \operatorname {arccsc}(z)=\arcsin \left({\frac {1}{z}}\right)\quad z\neq -1,0,+1}
La coupure de l'arc sinus est constituée par les deux demi-droites portant les réels de valeur absolue supérieure ou égale à 1.
L'arc cosinus a la même coupure que l'arc sinus, et l'arc cotangente la même que l'arc tangente. L'arc sécante et l'arc cosécante ont pour coupure le segment réel [−1 ; +1].

### Formes logarithmiques
Les fonctions circulaires réciproques peuvent être exprimées sous la forme de logarithmes complexes :
{\displaystyle {\begin{aligned}\arcsin(z)&{}=-\mathrm {i} \ln \left(\mathrm {i} z+{\sqrt {1-z^{2}}}\right)&{}=\operatorname {arccsc} \left({\frac {1}{z}}\right)\\[10pt]\arccos(z)&{}=-\mathrm {i} \ln \left(z+\mathrm {i} {\sqrt {1-z^{2}}}\right)={\frac {\pi }{2}}\,+\mathrm {i} \ln \left(\mathrm {i} z+{\sqrt {1-z^{2}}}\right)={\frac {\pi }{2}}-\arcsin(z)&{}=\operatorname {arcsec} \left({\frac {1}{z}}\right)\\[10pt]\arctan(z)&{}={\frac {1}{2}}\mathrm {i} \left[\ln \left(1-\mathrm {i} z\right)-\ln \left(1+\mathrm {i} z\right)\right]&{}=\operatorname {arccot} \left({\frac {1}{z}}\right)\\[10pt]\operatorname {arccot}(z)&{}={\frac {1}{2}}\mathrm {i} \left[\ln \left(1-{\frac {\mathrm {i} }{z}}\right)-\ln \left(1+{\frac {\mathrm {i} }{z}}\right)\right]&{}=\arctan \left({\frac {1}{z}}\right)\\[10pt]\operatorname {arcsec}(z)&{}=-\mathrm {i} \ln \left({\sqrt {{\frac {1}{z^{2}}}-1}}+{\frac {1}{z}}\right)=\mathrm {i} \,\ln \left({\sqrt {1-{\frac {1}{z^{2}}}}}+{\frac {\mathrm {i} }{z}}\right)+{\frac {\pi }{2}}={\frac {\pi }{2}}-\operatorname {arccsc}(z)&{}=\arccos \left({\frac {1}{z}}\right)\\[10pt]\operatorname {arccsc}(z)&{}=-\mathrm {i} \ln \left({\sqrt {1-{\frac {1}{z^{2}}}}}+{\frac {\mathrm {i} }{z}}\right)&{}=\arcsin \left({\frac {1}{z}}\right)\end{aligned}}}
|           |           |           |           |           |           |
| arcsin(z) | arccos(z) | arctan(z) | arccot(z) | arcsec(z) | arccsc(z) |

## Applications

### Triangle rectangle

Triangle trigonométrique : relations entre un angle et les côtés du triangle.

Les fonctions circulaires réciproques permettent d'exprimer un angle d'un triangle rectangle en fonction de deux des côtés :
{\displaystyle {\begin{aligned}\theta &=\arcsin \left({\frac {\text{côté opposé}}{\text{hypoténuse}}}\right)=\arccos \left({\frac {\text{côté adjacent}}{\text{hypoténuse}}}\right)\\&=\arctan \left({\frac {\text{côté opposé}}{\text{côté adjacent}}}\right)=\operatorname {arccot} \left({\frac {\text{côté adjacent}}{\text{côté opposé}}}\right)\\&=\operatorname {arcsec} \left({\frac {\text{hypoténuse}}{\text{côté adjacent}}}\right)=\operatorname {arccsc} \left({\frac {\text{hypoténuse}}{\text{côté opposé}}}\right)\end{aligned}}}
ou, avec les notations de la figure ci-contre :
{\displaystyle \theta =\arcsin \left({\frac {a}{c}}\right)=\arccos \left({\frac {b}{c}}\right)=\arctan \left({\frac {a}{b}}\right)=\operatorname {arccot} \left({\frac {b}{a}}\right)=\operatorname {arcsec} \left({\frac {c}{b}}\right)=\operatorname {arccsc} \left({\frac {c}{a}}\right)}.

### Arc tangente à deux arguments
L'arc tangente à deux arguments, de symbole usuel atan2, est une variante de l'arc tangente initialement introduite dans les langages informatiques (Fortran, notamment). Pour x et y réels et non tous les deux nuls, atan2(y,x) est, dans un repère orthonormé, l'angle polaire du point d'abscisse x et d'ordonnée y. Autrement dit, c'est l'argument du nombre complexe x + iy. L'intérêt de cette fonction est double :
- le domaine image d'atan2 est [–π , π] alors que celui de l'arc tangente est [–π/2 , π/2] : atan2(–y,–x) et  atan2(y,x)  diffèrent de π alors que {\displaystyle \arctan \left({\tfrac {-y}{-x}}\right)=\arctan \left({\tfrac {y}{x}}\right)}. Plus généralement, atan2 donne l'angle polaire en un seul calcul alors qu'aucune des fonctions circulaires réciproques ne le fait ;
- quand x = 0 la fonction atan2 prend la valeur π/2 ou –π/2 (selon le signe de y) alors que la plupart des langages informatiques ne permettent pas de coder un argument infini. Plus généralement, atan2(y,x) se comporte bien numériquement quand |x| << |y| alors que ce n'est pas le cas de arctan(y/x).

### Calculs de primitives

#### Primitive d'une fonction rationnelle
Pour intégrer une fonction rationnelle R(x) (où x est une variable réelle) on la décompose en éléments simples :
{\displaystyle R(x)=T+F_{1}+\ldots +F_{p}+G_{1}+\ldots +G_{q}\quad {\rm {et}}\quad {\begin{cases}T&{\text{est un polynôme de }}x\\F_{i}&={\frac {a_{i,1}}{x-z_{i}}}+{\frac {a_{i,2}}{(x-z_{i})^{2}}}+\ldots +{\frac {a_{i,n_{i}}}{(x-z_{i})^{n_{i}}}}\\G_{j}&={\frac {b_{j,1}x+c_{j,1}}{x^{2}-\beta _{j}x+\gamma _{j}}}+{\frac {b_{j,2}x+c_{j,2}}{(x^{2}-\beta _{j}x+\gamma _{j})^{2}}}+\ldots +{\frac {b_{j,m_{j}}x+c_{j,m_{j}}}{(x^{2}-\beta _{j}x+\gamma _{j})^{m_{j}}}}\end{cases}}}
où les trinômes x2 – βjx + γj n'ont pas de racines réelles (discriminant négatif : Δ = βj2 – 4γj < 0). Ensuite :
- le terme T (partie entière) s'intègre directement en donnant un autre polynôme ;
- les termes Fi (éléments simples de première espèce) s'intègrent directement (le résultat mêle fonctions rationnelles et logarithmes) ;
- par un changement de variable simple (linéaire) x → u, chaque terme de seconde espèce {\displaystyle {\frac {b_{j,m}x+c_{j,m}}{(x^{2}-\beta _{j}x+\gamma _{j})^{m}}}} se ramène à l'intégration de {\displaystyle {\frac {u}{(u^{2}+1)^{m}}}} et/ou de {\displaystyle {\frac {1}{(u^{2}+1)^{m}}}} :
  - {\displaystyle {\frac {u}{(u^{2}+1)^{m}}}} s'intègre directement (le résultat est une fonction rationnelle ou un logarithme),
  - l'intégration de {\displaystyle {\frac {1}{(u^{2}+1)^{m}}}} implique l'arc tangente :
{\displaystyle \int {\frac {1}{u^{2}+1}}\mathrm {d} u=\arctan(u)+C},
{\displaystyle \int {\frac {1}{(u^{2}+1)^{2}}}\mathrm {d} u={\frac {1}{2}}\left[{\frac {u}{u^{2}+1}}+\arctan(u)\right]+C},
{\displaystyle \int {\frac {1}{(u^{2}+1)^{3}}}\mathrm {d} u={\frac {1}{8}}\left[{\frac {u(3u^{2}+5)}{(u^{2}+1)^{2}}}+3\arctan(u)\right]+C}, etc.

#### Primitive d'une fonction où interviennent des radicaux
- Pour intégrer une fonction comportant le radical √1 – x2, l'une des pistes consiste à prendre pour nouvelle variable θ = arcsin(x) :
x = sin(θ), donc {\displaystyle {\sqrt {1-x^{2}}}=\cos(\theta )} et {\displaystyle \mathrm {d} x=\cos(\theta )\,\mathrm {d} \theta } : le radical a disparu.
- Pour intégrer une fonction comportant le radical √1 +x2, l'une des pistes consiste à prendre pour nouvelle variable θ = arctan(x) :
x = tan(θ), donc {\displaystyle {\sqrt {1+x^{2}}}={\frac {1}{\cos(\theta )}}} et {\displaystyle \mathrm {d} x={\frac {\mathrm {d} \theta }{\cos ^{2}(\theta )\,}}} : le radical a disparu.

Plus généralement :
- pour se débarrasser du radical {\displaystyle {\sqrt {a^{2}-b^{2}x^{2}}}} on peut poser {\displaystyle \theta =\arcsin \left({\frac {b}{a}}x\right)} ;
- pour se débarrasser du radical {\displaystyle {\sqrt {a^{2}+b^{2}x^{2}}}} on peut poser {\displaystyle \theta =\arctan \left({\frac {b}{a}}x\right)}.